# Stazione di Popoli-Vittorito
Stazione di Popoli-Vittorito vasútállomás Olaszországban, Popoli településen.

## Vasútvonalak
Az állomást az alábbi vasútvonalak érintik:
- Róma–Sulmona–Pescara-vasútvonal

## Kapcsolódó állomások
A vasútállomáshoz az alábbi állomások vannak a legközelebb:
- Stazione di Bussi
- Pratola Peligna railway station